# ملکه زیبایی مصر

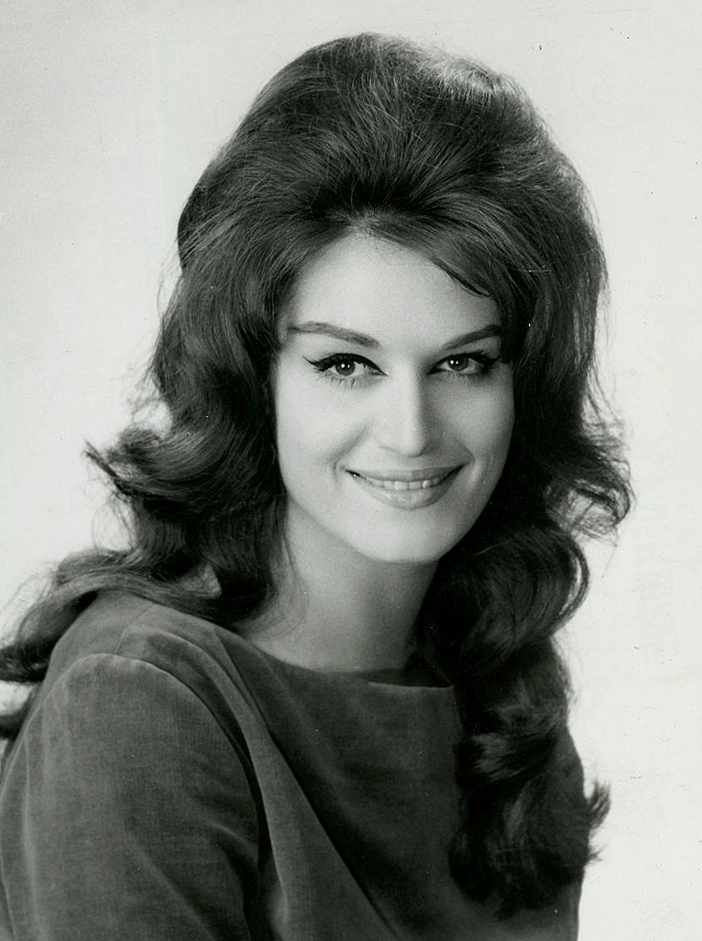
ملکه مصر سال ۱۹۵۴ دالیدا.

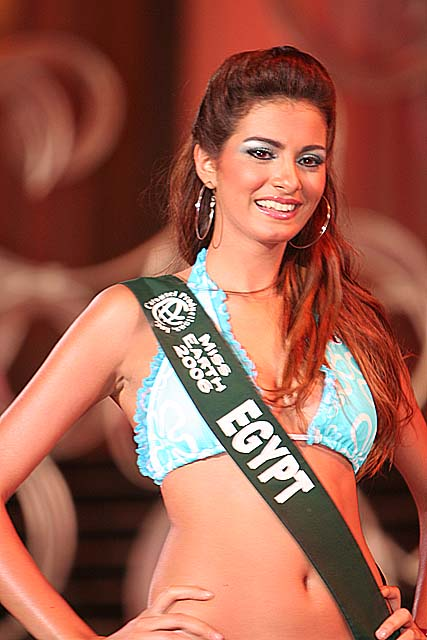
ملکه زیبایی مصر در سال ۲۰۰۸, مریم جرج.

ملکه زیبایی مصر (عربی: ملكة جمال مصر) یک جشنواره زیبایی در مصر است که سالانه برای معرفی ملکه زیبایی مصر برگزار می‌شود.